# Port Hedland
Port Hedland ist mit rund 13.800 Einwohnern eine der größten Städte des australischen Bundesstaates Western Australia. Der Hafen Port Hedland, über den vor allem Eisenerz exportiert wird, gehört zu den größten Häfen für Schüttgut weltweit.

## Geschichte
Vor Ankunft der Europäer wurde die Region vom Volk der Kariyarra bewohnt, die den Ort Marapikurrinya nannten, was in etwa „Zeigende Hand“ bedeutet und auf den Umriss der Bucht hinweist.
Im Jahre 1863 erreichte Peter Hedland, der Kapitän der Mystery, den Ort der späteren Stadtgründung. Die zunächst Mangrove Harbour genannte Bucht wurde ihm zu Ehren umbenannt.

## Klima
Das Klima von Port Hedland ist ganzjährig heiß und außergewöhnlich rau. Die Temperaturen erreichen extreme 36 °C im Januar und sehr warme 27 °C im Juli. Jährliche Regenfälle (fast ausschließlich zwischen Dezember und Juni) bringen durchschnittlich 300 mm Regen, aber diese Werte schwanken aufgrund unberechenbarer Zyklone von Jahr zu Jahr. Zur Verdeutlichung: 1942 fielen 1040 mm, 1944 fielen dagegen nur 28 mm, und es regnete mehr als 300 Tage lang nicht in der Stadt.
|                       | Jan  | Feb  | Mär  | Apr  | Mai  | Jun  | Jul  | Aug  | Sep  | Okt  | Nov  | Dez  |   |       |
| Mittl. Tagesmax. (°C) | 36,3 | 36,1 | 36,8 | 35,1 | 30,4 | 27,5 | 27,0 | 29,0 | 32,3 | 34,5 | 36,0 | 36,5 | ⌀ | 33,1  |
| Mittl. Tagesmin. (°C) | 25,4 | 25,3 | 24,4 | 21,3 | 17,2 | 14,1 | 12,2 | 13,1 | 15,3 | 18,2 | 21,1 | 23,9 | ⌀ | 19,3  |
|                       |      |      |      |      |      |      |      |      |      |      |      |      |   |       |
| Niederschlag (mm)     | 59,6 | 98,0 | 43,0 | 23,7 | 30,2 | 20,9 | 10,5 | 5,6  | 0,9  | 1,0  | 2,8  | 19,6 | Σ | 315,8 |
|                       |      |      |      |      |      |      |      |      |      |      |      |      |   |       |
| Regentage (d)         | 4,8  | 7,2  | 4,1  | 1,9  | 3,3  | 2,8  | 2,0  | 1,2  | 0,7  | 0,7  | 0,5  | 1,9  | Σ | 31,1  |
|                       |      |      |      |      |      |      |      |      |      |      |      |      |   |       |
| Luftfeuchtigkeit (%)  | 63   | 66   | 60   | 53   | 51   | 52   | 49   | 48   | 48   | 51   | 53   | 58   | ⌀ | 54,3  |

| 25,4 |

| 25,3 |

| 24,4 |

| 21,3 |

| 17,2 |

| 14,1 |

| 12,2 |

| 13,1 |

| 15,3 |

| 18,2 |

| 21,1 |

| 23,9 |

| 25,4 |

| 25,3 |

| 24,4 |

| 21,3 |

| 17,2 |

| 14,1 |

| 12,2 |

| 13,1 |

| 15,3 |

| 18,2 |

| 21,1 |

| 23,9 |

## Wirtschaft

### Eisenerz-Minen und Hafen
Die Stadt ist in der Pilbara-Region der wichtigste Umschlagplatz für Eisenerz, das über drei verschiedene Bahnstrecken angeliefert und über den Hafen Port Hedland verschifft wird. Das Volumen des exportierten Eisenerzes stieg seit dem Beginn im Jahr 1966 stetig an. Die jährliche Umschlagmenge des Hafens betrug im Geschäftsjahr 2015/16 454,2 Millionen Tonnen (zum Vergleich siehe Liste der weltgrößten Häfen). Nach einem weiteren Ausbau soll der Hafen ab 2017 der größte Exporthafen für Schüttgut weltweit sein.
Auch das Erdgas an der Küste ist eine wichtige Einnahmequelle. (siehe auch: Nextgen Darwin–Port Hedland)
Früher spielte die Rinder- und Schafzucht eine große Rolle für die Region, aber diese Einnahmequelle nahm ab und ist heute nicht mehr allzu bedeutend. Heute sind nur noch zwei Prozent der umgesetzten Güter nicht Eisenerz.

### Tourismus
Ein Naturphänomen, das zu ganz bestimmten Zeiten stattfindet, ist das sogenannte Staircase to the Moon, das von einer bestimmten Konstellation von Mondlicht und den Gezeiten hervorgerufen wird.

## Verkehr
Port Hedland verfügt über einen Flughafen (IATA: PHE, ICAO: YPPD) mit nationalen und internationalen Verbindungen.
Port Hedland ist an das Fernbusnetz angebunden; die etwa 1660 Straßenkilometer entfernte Stadt Perth wird mehrmals wöchentlich in ca. 22 bis 26 Stunden erreicht. Die Fahrzeit nach Darwin beträgt etwa 31 Stunden.

## Persönlichkeiten
- Frank Knight (* 1941), Tierillustrator

## Port-Hedland-Internierungslager für Bootsflüchtlinge
Im Mai 1991 wurde das Port Hedland Immigration Reception and Processing Centre gegründet, um dort Bootsflüchtlinge, vor allem aus Kambodscha, entsprechend der neuen Migrations- und Asylpolitik Australiens in Einwanderungshaft zu internieren. Port Hedland wurde wegen seiner großen Entfernung von den bedeutenden Städten als ein geeigneter Platz für ein solches Internierungslager angesehen. Zudem gab es einen internationalen Flughafen, der bei Bedarf Abschiebungen erlauben würde. Ursprünglich war das Internierungslager für 820 Asylsuchende konzipiert worden. Das Internierungslager wurde in den späten 1990er Jahren im Auftrag der Howard-Regierung von einem privaten Dienstleistungsunternehmen betrieben. Es gab viele Proteste, Flucht- und Selbstmordversuche der Häftlinge. Im Jahr 2004 wurde das Lager wegen fallender Zahlen von Asylbewerbern geschlossen.
Es waren auch ungeklärte Todesfälle zu verzeichnen, beispielsweise der Fall von Mohammed Saleh, der im Juni 2001 in Isolationshaft im Internierungslager starb. Berichten der australischen Tageszeitung The Australian zufolge blieb dieser Todesfall wegen angeblicher Vertuschungen ungeklärt. Die Vertuschung wurden sowohl der privaten Sicherheitsfirma Australasian Correctional Management (ACM) als auch dem zuständigen Ministerium (Department of Immigration, Multicultural and Indigenous Affairs (DIMIA)) zugeschrieben. ACM betrieb als Privatunternehmen mehrere australische Internierungslager im Auftrag des oben genannten Ministeriums.
→ Siehe auch: Australische Lager für Asylsuchende